# Coris pictoides
Coris pictoides là một loài cá biển thuộc chi Coris trong họ Cá bàng chài. Loài này được mô tả lần đầu tiên vào năm 1982.

## Từ nguyên
Hậu tố –oides trong từ định danh của loài có nghĩa là "giống với", hàm ý đề cập đến kiểu màu giống nhau giữa loài này với Coris picta.

## Phạm vi phân bố và môi trường sống
C. pictoides được ghi nhận tại đảo Đài Loan, Thái Lan, Philippines, Malaysia, Indonesia, Tây Úc và dọc theo bờ đông của Úc (bao gồm các rạn san hô vòng ngoài khơi), cũng như Nouvelle-Calédonie.
C. pictoides sống gần các rạn san hô trên nền đáy cát và đá vụn ở độ sâu khoảng đến ít nhất là 55 m, và cũng được tìm thấy ở khu vực cửa sông hoặc đầm phá nông.

## Mô tả
C. pictoides có chiều dài cơ thể tối đa được biết đến là 15 cm. Cá đực có một dải đen từ mõm băng qua mắt, dọc theo phần thân trên và kết thúc ở cuống đuôi. Sọc này ngăn cách với thân dưới bởi một dải trắng. Một đường sọc trắng khác từ mõm dọc theo lưng kéo dài đến phần trên cuống đuôi. Bụng và thân dưới của cá đực có màu vàng (trắng ở cá cái và cá con). Cá con có một đốm tròn lớn màu xanh lam trên vây lưng.
Số gai ở vây lưng: 9; Số tia vây ở vây lưng: 12; Số gai ở vây hậu môn: 3; Số tia vây ở vây hậu môn: 12.

## Sinh thái học
Thức ăn của C. pictoides là các loài thủy sinh không xương sống nhỏ. Chúng thường sống thành từng nhóm nhỏ. Cá con có thể sống cộng sinh với hải quỳ (như hải quỳ Stichodactyla haddoni).